# Mendinho
Mendinho, o anche le varianti Meendinho, Mendiño e Meendiño (fl. XII-XIII secolo), è stato un poeta iberico medievale.
Niente si conosce di Mendinho se non tramite inferenza. Gli studiosi di solito ipotizzano in base al riferimento al santuario di San Simión (nell'attuale isola di San Simón, Rías Baixas di Vigo, Spagna) che egli fosse galiziano. E si deduce il suo nome (senza nessuno ausilio di patronimici o toponimi), il suo stile e il luogo della sua canzone nei manoscritti (il Cancioneiro da Vaticana, Biblioteca Vaticana, e il Cancioneiro da Biblioteca Nacional, Lisbona, Portogallo) che egli fosse uno jogral - un menestrello non-nobile.
Mendinho potrebbe essere stato attivo all'inizio del XIII secolo, facendo di lui uno dei primi poeti di questo genere la cui opera si è conservata. Gli viene attribuita una sola cantiga de amigo (canzone con voce narrante femminile rivolta al suo amante), Sedia-m' eu na ermida de San Simion, ma è tra le più famose del corpo dei quasi 1685 testi della lirica galiziano-portoghese. È stato ammirato per la sua immaginazione, il suo ritmo e il suo parallelismo semantico e formale (tra cui il sistema di strofe alternate con i suoni-rima -on(or)/-ar). Il testo nei manoscritti è problematico e molto discusso nella lettura, specialmente per quanto concerne il ritornello.
Nel 1998, il Día das Letras Galegas (Giorno delle Lettre Galiziane) venne dedicato a Mendinho, insieme a Martín Codax e a Xohán de Cangas. Il suo solo componimento noto è arrangiato con musica di Alain Oulman, il compositore francese e collaboratore musicale a lungo termine della grande cantante fado portoghese Amália Rodrigues.